# Wertpapierkennnummer
Le Wertpapierkennnummer (littéralement « Numéro d'identification de titres » ; en abrégé WKN, WPKN, WPK ou simplement Wert) est un code d'identification de titres allemand. Il est composé de six chiffres ou lettres majuscules (à l'exclusion de I et O) et n'a pas de clé de contrôle. En ajoutant trois zéros devant le WKN, on obtient le numéro d'identification national allemand (NSIN) à neuf chiffres de la valeur correspondante. 

## Changements de format
Il y a eu plusieurs changements dans la définition des WKN : 
- Le WKN est passé d'un code numérique à un code alphanumérique le 21 juillet 2003[1].
- Les 2 à 4 premières lettres peuvent indiquer l'émetteur de l'instrument[2].
- Jusqu'en mars 2000, les WKN étaient divisés en différentes tranches de nombres représentant différents types de titres (par exemple actions, bons de souscription, fonds, etc.)[3]. Cependant, ce système de tranches de numéros représentant différentes catégories de titres a été abandonné.

Les WKN et DE-ISIN sont fournis par WM-Datenservice. 
Les WKN pourraient être obsolètes à l'avenir, car ils pourraient être remplacés par des ISIN - Numéro international d'identification des titres.

## Curiosité de l'orthographe
Comme la plupart des mots allemands très longs, Wertpapierkennnummer est un mot composé : Wert-Papier-Kenn-Nummer. Traduit littéralement, il signifie « valeur-papier-savoir-numéro » (Wertpapier = titre financier ; Kennnummer = numéro d'identification). 
Avant la réforme de l'orthographe allemande de 1996, l'orthographe correcte était Wertpapierkennummer, avec seulement deux n consécutifs, car les règles d'orthographe ne permettaient la même consonne trois fois de suite que dans des circonstances spéciales. Depuis la réforme, l'orthographe est Wertpapierkennnummer, avec trois n consécutifs. 